# ファヤンゴサウルス科
ファヤンゴサウルス科（学名∶ Huayangosauridae「ファヤンゴサウルスに由来」の意味）は、中国のジュラ紀に生息した剣竜類の恐竜の科。ファヤンゴサウルス科はステゴサウルスよりもファヤンゴサウルスに近い分類群として定義されており、元々はファヤンゴサウルスの記述と同時期に董枝明らによってファヤンゴサウル亜科として命名された。ファヤンゴサウルス亜科はもともと、前上顎骨、前眼窩窓、および下顎窓の歯の存在により、ステゴサウルス科には分類されないの残りの分類群によって区別された。中期ジュラ紀の沙渓廟層から知られるファヤンゴサウルス科は、スケリドサウルス科とステゴサウルス科の中間であると提唱されており、ステゴサウルス科の起源がアジアにあることが示唆されている。系統解析の後、ファヤンゴサウルス科は、沙渓廟層の後期ジュラ紀の堆積物からの標本から知られる分類群チュンキンゴサウルスも分類に含むように拡張された。ファヤンゴサウルス科は他のすべての剣竜類の姉妹分類群であるか、ステゴサウルス科とファヤンゴサウルス科の分岐以外にギガントスピノサウルスやイザベリーサウラのような分類群があり、剣竜類の起源に近い分類群だった。ファヤンゴサウルス科は、後ダニエル・マジアらによって2021年に正式に定義された。彼らはステゴサウルス・ステノプスよりもフアヤンゴサウルス・タイバイに近いすべての分類群の以前の定義を使用し、スザンナ・メイドメントらの2020年の系統発生を構成した。
分類の関係の統計。
|  | ギガントスピノサウルス |
|  |                        |
|  | イザベリーサウラ       |
|  |                        |

| ファヤンゴサウルス科 | \| \| チュンキンゴサウルス \| \| \| \| \| \| ファヤンゴサウルス \| \| \| \| |
|                      | \| \| チュンキンゴサウルス \| \| \| \| \| \| ファヤンゴサウルス \| \| \| \| |
|                      | チュンキンゴサウルス                                                        |
|                      |                                                                             |
|                      | ファヤンゴサウルス                                                          |
|                      |                                                                             |

|  | チュンキンゴサウルス |
|  |                      |
|  | ファヤンゴサウルス   |
|  |                      |

| ファヤンゴサウルス科 | \| \| チュンキンゴサウルス \| \| \| \| \| \| ファヤンゴサウルス \| \| \| \| |
|                      | \| \| チュンキンゴサウルス \| \| \| \| \| \| ファヤンゴサウルス \| \| \| \| |
|                      | チュンキンゴサウルス                                                        |
|                      |                                                                             |
|                      | ファヤンゴサウルス                                                          |
|                      |                                                                             |

|  | チュンキンゴサウルス |
|  |                      |
|  | ファヤンゴサウルス   |
|  |                      |

|  | ギガントスピノサウルス |
|  |                        |
|  | イザベリーサウラ       |
|  |                        |

| ファヤンゴサウルス科 | \| \| チュンキンゴサウルス \| \| \| \| \| \| ファヤンゴサウルス \| \| \| \| |
|                      | \| \| チュンキンゴサウルス \| \| \| \| \| \| ファヤンゴサウルス \| \| \| \| |
|                      | チュンキンゴサウルス                                                        |
|                      |                                                                             |
|                      | ファヤンゴサウルス                                                          |
|                      |                                                                             |

|  | チュンキンゴサウルス |
|  |                      |
|  | ファヤンゴサウルス   |
|  |                      |

| ファヤンゴサウルス科 | \| \| チュンキンゴサウルス \| \| \| \| \| \| ファヤンゴサウルス \| \| \| \| |
|                      | \| \| チュンキンゴサウルス \| \| \| \| \| \| ファヤンゴサウルス \| \| \| \| |
|                      | チュンキンゴサウルス                                                        |
|                      |                                                                             |
|                      | ファヤンゴサウルス                                                          |
|                      |                                                                             |

|  | チュンキンゴサウルス |
|  |                      |
|  | ファヤンゴサウルス   |
|  |                      |